# Comuna Brovst
Brovst (Brovst Kommune) a fost o comună din comitatul Nordjyllands Amt, Danemarca, care a existat între anii 1970-2006. Comuna avea o suprafață totală de 222,72 km² și o populație de 8.353 de locuitori (în 2004), iar din 2007 teritoriul său face parte din comuna Jammerbugt.
1. ↑  Danske borgmestre 1970-2018 (PDF)